# 영국 퀘이커 봉사 협회
영국 퀘이커 봉사 협회(Quaker Peace and Social Witness, QPSW)는 영국의 퀘이커 단체로, 평등과 정의, 평화, 단순함, 진실에 대한 영국 퀘이커 신자들의 증언을 선전하고 이를 실천하기 위한 단체이다. 소규모 지방 조직과 대규모 국제 조직을 두고 있어서 압력단체 역할을 맡기도 한다. 1947년 미국 퀘이커 봉사 위원회와 함께 노벨 평화상을 수상했다.

## 같이 보기
- 미국 퀘이커 봉사 위원회
- 양심적 병역 거부
- 핵무기 폐기 국제 운동
- 평화
- 분류:평화 운동
- 분류:평화
- 분류:평화주의 단체
- 분류:평화상
- 분류:반전 운동
- 분류:반핵 운동